# إدي ماكلولين
إدي ماكلولين (بالإنجليزية: Eddie McLaughlin)‏ هو لاعب اتحاد الرغبي نيوزلندي، ولد في 11 أبريل 1980 في نيوزيلندا.